# Hedycarya arborea
Hedycarya arborea (Maori: porokaiwhiri, Engels: pigeonwood) is een soort uit de familie Monimiaceae. Het is een kleine boom die een groeihoogte van 12 meter kan bereiken. De stevige schors is donkergrijs tot bruingrijs. De ovale bladeren zijn donkergroen en glanzend met getande randen. Deze zitten paarsgewijs op korte stelen van een afgeplat deel van de donkere twijgen. De bloemen zijn groenkleurig en ongeveer 1 centimeter breed. Deze zijn gerangschikt in kleine trossen. De vrucht is oranje en heeft een ovale vorm, ongeveer 1 centimeter lang.
De soort komt voor in Nieuw-Zeeland, waar hij aangetroffen wordt op het Noordereiland, het Zuidereiland en op de Driekoningeneilanden. Op het Zuidereiland komt voor soort vooral in het westen voor, tot in het noorden van Fiordland. De boom groeit in kust- en laaglandbossen en op de warmere delen van het Noordereiland ook in montane bossen.